# Badgers du Wisconsin
Les Badgers du Wisconsin (en anglais : Wisconsin Badgers) sont un club omnisports universitaire qui se réfère aux 25 équipes sportives tant féminines que masculines représentant l'université du Wisconsin à Madison et participant aux compétitions organisées par la National Collegiate Athletic Association (NCAA)  au sein de sa Division I.
Ses équipes sont membres de la Big Ten Conference à l'exception du programme de hockey sur glace féminin membre de la Western Collegiate Hockey Association (WCHA) et du programme d'aviron masculin membre de la Eastern Association of Rowing Colleges (en) (EARC).
Le directeur sportif est Chris McIntosh (en), ancien joueur de football américain professionnel et joueur de ligne de l'équipe universitaire des Badgers. Les couleurs des équipes sportives sont le cardinal et le blanc, et la mascotte de l'équipe s'appelle « Buckingham U. Badger », connue sous le nom de « Bucky Badger (en) ».
Les Badgers disposent de plusieurs installations majeures sur le campus, notamment le Camp Randall Stadium, le UW Field House (en) et le Kohl Center.

## Sports représentés
| Hommes (12)                                 | Femmes (13)         |
| ------------------------------------------- | ------------------- |
| Athlétisme †                                | Athlétisme †        |
| Aviron                                      | Aviron              |
|                                             | Aviron poids légers |
| Basketball                                  | Basketball          |
| Cross country                               | Cross country       |
| Football (soccer)                           | Football (soccer)   |
| Football américain                          |                     |
| Golf                                        | Golf                |
| Hockey sur glace                            | Hockey sur glace    |
| Lutte                                       |                     |
| Natation/Plongeon                           | Natation/Plongeon   |
|                                             | Softball            |
| Tennis                                      | Tennis              |
|                                             | Volley-ball         |
| Water polo                                  | Water- polo         |
| † – Athlétisme en salle et/ou en plein air. |                     |

## Origine du nom de l'équipe

Le drapeau de l'État du Wisconsin.

Badger, en anglais, signifie blaireau. En opposition à la culture populaire, le nom de l'équipe ne viendrait pas directement de l'animal mais de l'ancienne appellation du Wisconsin, « The Badger State » (l'État des Blaireaux). Ce nom n'était pas lié à la présence en grand nombre de l'animal dans la région, mais en raison de l'arrivée des prospecteurs miniers dans les années 1820. En effet, ne possédant pas d'autre abri, ils se terraient dans des genres de terriers pour passer l'hiver sans encombre, un peu comme le blaireau. C'est ainsi que le blaireau est devenu la mascotte du Wisconsin et qu'il est représenté sur le drapeau de l'État.

## Mascotte
Le blaireau est adopté comme mascotte de l'université en 1889.
Son nom est « Buckingham U. Badger », connu sous la dénomination « tradBucky Badger (en) ». Il a été choisi à la suite d'un concours en 1949.
L'emblème, un blaireau grimaçant se pavanant et porteur d'un pull rayé cardinal et blanc, a été conçu par Art Evans en 1940 et mis à jour en 2003.
Un blaireau vivant d'Eau Claire au Wisconsin, a été utilisé en 1940 lors des premiers matchs de l'équipe de football américain, mais l'animal s'étant avéré trop féroce pour être contrôlé, il a été placé au Zoo Henry Vilas (en) voisin. Pendant un certain temps, l'université a remplacé le blaireau vivant par un raton laveur vivant appelé « Regdab » (« blaireau » à l'envers).
Le « Bucky Badger » costumé a pour tradition de faire le même nombre de pompes que l'équipe de football à chaque fois qu'elle marque.
En 2006, « Bucky Badger » est devenu membre fondateur de la Mascot Hall of Fame's College Division =

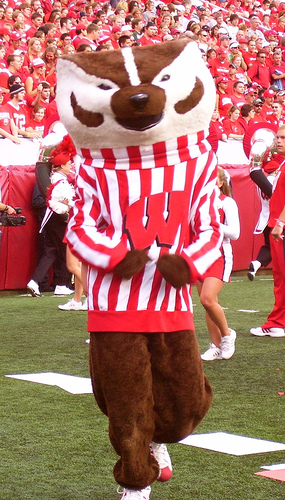
« Bucky Badger » en décembre 2007.
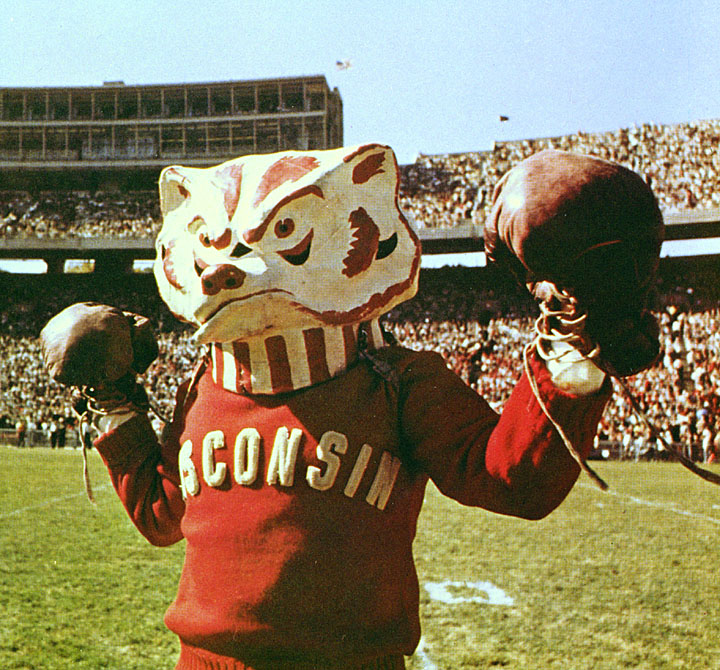
« Bucky Badger » portant des gants de boxe en 1965.
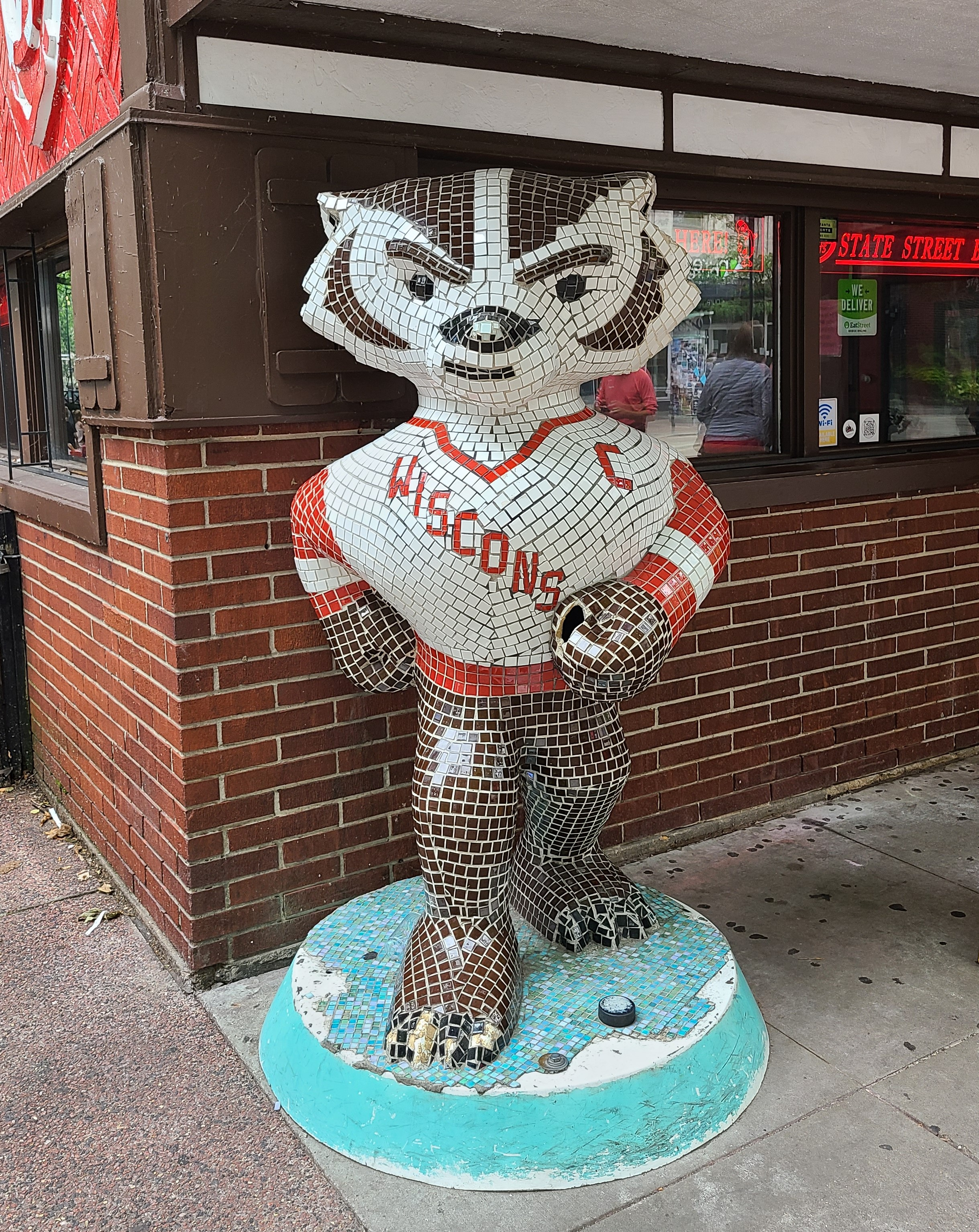
La statue de Bucky Badger sur State Street.

## Installations
- Stade de football américain : Camp Randall Stadium 80 321 places
- Salle de basket-ball : Kohl Center 17 142 places
- Patinoire de hockey sur glace masculin : Bob Johnson Rink 15 029 places[5]
- Patinoire de hockey sur glace féminin : LaBahn Arena 2 273 places

## Football américain
La plus fameuse équipe des Badgers est celle de football américain qui évolue au Camp Randall Stadium, stade inauguré le 3 novembre 1917.
Ils ont remporté onze titres de la Conférence Big Ten et se sont imposés à l'occasion de bowl de fin de saison tel le Rose Bowl en 1994, 1999 et 2000.
Alan Ameche (1954) et Ron Dayne (1999) ont remporté le trophée Heisman tandis que Arnie Herber, Elroy Hirsch et Mike Webster ont été intronisés au Pro Football Hall of Fame.

### Descriptif en fin de saison 2023
- Couleurs :   (rouge cardinal et blanc)

- Dirigeants :
  - Directeur sportif : Chris McIntosh (en)
  - Entraîneur principal : Luke Fickell (en), 2e saison, bilan : 8 - 6  (57 %)

- Stade
  - Nom : Camp Randall Stadium
  - Capacité : 80 321
  - Surface de jeu : pelouse artificielle (Field turf)
  - Lieu : Madison, Wisconsin

- Conférence :
  - Actuelle : Big Ten Conference, Division  (depuis1896)
  - Ancienne :
    - Indépendants (1889–1895)

- Internet :
  - Nom site Web :uwbadgers.com
  - URL : https://uwbadgers.com/sports/football

- Bilan des matchs :
  - Victoires : 729 (57,9 %)
  - Défaites : 517
  - Nuls : 13

- Bilan des Bowls :
  - Victoires : 19 (54,3 %)
  - Défaites : 16

- College Football Playoff : -

- Titres :
  - Titre national : 0
  - Titre national non réclamé par Wisconsin : 1 (1942)
  - Titres de conférence : 14 (1896, 1897, 1901, 1906, 1912, 1952, 1959, 1962, 1993, 1998, 1999, 2010, 2011, 2012)
  - Titres de division en Big Ten : 5 
    - Leaders : 1 (2011)
    - West : 4 (2014, 2016, 2017, 2019)
- Joueurs :
  - Vainqueurs du Trophée Heisman :
  - Alan Ameche (en) – 1954
  - Ron Dayne (en) – 1999
  - Sélectionnés All-American : 32

- Hymne : On, Wisconsin! (en)
- Mascotte : Bucky Badger (en)
- Fanfare : University of Wisconsin Marching Band (en)

- Rivalités :
  - Golden Gophers du Minnesota
  - Hawkeyes de l'Iowa (en)

### Palmarès
- Titre national non reconnu :

Wisconsin n'a pas réclamé le titre national qui lui a été attribué par une agence de cotation mineure, :
| Saison | Entraîneur        | Agences de cotation          | Bilan | Classement final | Classement final |
| ------ | ----------------- | ---------------------------- | ----- | ---------------- | ---------------- |
| Saison | Entraîneur        | Agences de cotation          | Bilan | AP               | Coache's         |
| 1941   | Harry Stuhldreher | Helms Athletic Foundation[9] | 8-1-1 | no 3             | -                |
- Champions de conférence :

Wisconsin a remporté 14 titres de conférence dont six à égalité (†)
| Saison | Conférence         | Entraîneur               | Bilan global | Bilan de conférence |
| ------ | ------------------ | ------------------------ | ------------ | ------------------- |
| 1896   | Big Ten Conference | Philip King (en)         | 7–1–1        | 2–0–1               |
| 1897   | Big Ten Conference | Philip King (en)         | 9–1          | 3–0                 |
| 1901†  | Big Ten Conference | Philip King (en)         | 9–0          | 2–0                 |
| 1906†  | Big Ten Conference | Charles P. Hutchins (en) | 5–0          | 3–0                 |
| 1912   | Big Ten Conference | William Juneau (en)      | 7–0          | 5–0                 |
| 1952†  | Big Ten Conference | Ivy Williamson (en)      | 6–3–1        | 4–1–1               |
| 1959   | Big Ten Conference | Milt Bruhn (en)          | 7–3          | 5–2                 |
| 1962   | Big Ten Conference | Milt Bruhn (en)          | 8–2          | 6–1                 |
| 1993†  | Big Ten Conference | Barry Alvarez (en)       | 10–1–1       | 6–1–1               |
| 1998†  | Big Ten Conference | Barry Alvarez (en)       | 11–1         | 7–1                 |
| 1999   | Big Ten Conference | Barry Alvarez (en)       | 10–2         | 7–1                 |
| 2010†  | Big Ten Conference | Bret Bielema (en)        | 11–2         | 7–1                 |
| 2011   | Big Ten Conference | Bret Bielema (en)        | 11–3         | 6–2                 |
| 2012   | Big Ten Conference | Bret Bielema (en)        | 8–6          | 4–4                 |
- Champions de division :

Wisconsin a remporté cinq titres de division dont une à égalité (†)
| Saison | Conférence | Division | Entraîneur         | Finale de conférence | Finale de conférence |
| ------ | ---------- | -------- | ------------------ | -------------------- | -------------------- |
| Saison | Conférence | Division | Entraîneur         | Adversaire           | Résultat             |
| 2011 † | Big Ten    | Leaders  | Bret Bielema (en)  | Michigan State       | G, 42–39             |
| 2014   | Big Ten    | West     | Gary Andersen (en) | Ohio State           | P, 00–59             |
| 2016   | Big Ten    | West     | Paul Chryst (en)   | Penn State           | P, 31–38             |
| 2017   | Big Ten    | West     | Paul Chryst (en)   | Ohio State           | P, 21–27             |
| 2019   | Big Ten    | West     | Paul Chryst (en)   | Ohio State           | P, 21–34             |

### Bowls
Wisconsin a participé à 35 bowls universitaire, en a remporté 19 pour 16 défaites. 
| N° | Saison | Date             | Entraîneur              | Bowl                      | Résultat  | Adversaire                      |
| -- | ------ | ---------------- | ----------------------- | ------------------------- | --------- | ------------------------------- |
| 01 | 1952   | 1er janvier 1953 | Ivy Williamson          | Rose Bowl                 | P, 07–0   | Trojans de l'USC                |
| 02 | 1959   | 1er janvier 1960 | Milt Bruhn              | Rose Bowl                 | P, 44–08  | Huskies de Washington           |
| 03 | 1962   | 1er janvier 1963 | Milt Bruhn              | Rose Bowl                 | P, 42–37  | Trojans de l'USC                |
| 04 | 1981   | 13 décembre 1981 | Dave McClain            | Garden State Bowl         | P, 28–21  | Volunteers du Tennessee         |
| 05 | 1982   | 11 décembre 1982 | Dave McClain            | Independence Bowl         | G, 14–03  | Wildcats de Kansas State        |
| 06 | 1984   | 29 décembre 1984 | Dave McClain            | Hall of Fame Classic Bowl | P, 20–19  | Wildcats du Kentucky            |
| 07 | 1993   | 1er janvier 1994 | Barry Alvarez           | Rose Bowl                 | G, 21–16  | Bruins de l'UCLA                |
| 08 | 1994   | 2 janvier 1995   | Barry Alvarez           | Hall of Fame Bowl         | G, 34–20  | Blue Devils de Duke             |
| 09 | 1996   | 27 décembre 1996 | Barry Alvarez           | Copper Bowl               | G, 38–10  | Utes de l'Utah                  |
| 10 | 1997   | 1er janvier 1998 | Barry Alvarez           | Outback Bowl              | P, 33–06  | Bulldogs de la Géorgie          |
| 11 | 1998   | 1er janvier 1999 | Barry Alvarez           | Rose Bowl                 | G, 38–31  | Bruins de l'UCLA                |
| 12 | 1999   | 1er janvier 2000 | Barry Alvarez           | Rose Bowl                 | G, 17–09  | Cardinal de Stanford            |
| 13 | 2000   | 29 décembre 2000 | Barry Alvarez           | Sun Bowl                  | G, 21–20  | Bruins de l'UCLA                |
| 14 | 2002   | 28 décembre 2002 | Barry Alvarez           | Alamo Bowl                | G, 31PR28 | Buffaloes du Colorado           |
| 15 | 2003   | 31 décembre 2003 | Barry Alvarez           | Music City Bowl           | P, 28–14  | Tigers d'Auburn                 |
| 16 | 2004   | 1er janvier 2005 | Barry Alvarez           | Outback Bowl              | P, 24–21  | Bulldogs de la Géorgie          |
| 17 | 2005   | 2 janvier 2006   | Barry Alvarez           | Capital One Bowl          | G, 24–10  | Tigers d'Auburn                 |
| 18 | 2006   | 1er janvier 2007 | Bret Bielema            | Capital One Bowl          | G, 17–14  | Razorbacks de l'Arkansas        |
| 19 | 2007   | 1er janvier 2008 | Bret Bielema            | Outback Bowl              | P, 21–17  | Volunteers du Tennessee         |
| 20 | 2008   | 27 décembre 2008 | Bret Bielema            | Champs Sports Bowl        | P, 42–13  | Seminoles de Florida State      |
| 21 | 2009   | 29 décembre 2009 | Bret Bielema            | Champs Sports Bowl        | G, 20–14  | Hurricanes de Miami             |
| 22 | 2010   | 1er janvier 2011 | Bret Bielema            | Rose Bowl                 | P, 21–19  | Horned Frogs de TCU             |
| 23 | 2011   | 2 janvier 2012   | Bret Bielema            | Rose Bowl                 | P, 45–38  | Ducks de l'Oregon               |
| 24 | 2012   | 1er janvier 2013 | Barry Alvarez (interim) | Rose Bowl                 | P, 20–14  | Cardinal de Stanford            |
| 25 | 2013   | 1er janvier 2014 | Gary Andersen           | Capital One Bowl          | P, 34–24  | Gamecocks de la Caroline du Sud |
| 26 | 2014   | 1er janvier 2015 | Barry Alvarez (interim) | Outback Bowl              | G, 34PR31 | Tigers d'Auburn                 |
| 27 | 2015   | 30 décembre 2015 | Paul Chryst             | Holiday Bowl              | G, 23–21  | Trojans de l'USC                |
| 28 | 2016   | 2 janvier 2017   | Paul Chryst             | Cotton Bowl               | G, 24–16  | Broncos de Western Michigan     |
| 29 | 2017   | 30 décembre 2017 | Paul Chryst             | Orange Bowl               | G, 34–24  | Hurricanes de Miami             |
| 30 | 2018   | 27 décembre 2018 | Paul Chryst             | Pinstripe Bowl            | G, 35–03  | Hurricanes de Miami             |
| 31 | 2019   | 1er janvier 2020 | Paul Chryst             | Rose Bowl                 | P, 28–27  | Ducks de l'Oregon               |
| 32 | 2020   | 30 décembre 2020 | Paul Chryst             | Duke's Mayo Bowl          | G, 42–28  | Demon Deacons de Wake Forest    |
| 33 | 2021   | 30 décembre 2021 | Paul Chryst             | Las Vegas Bowl            | G, 20–13  | Sun Devils d'Arizona State      |
| 34 | 2022   | 27 décembre 2022 | Puke Fickell            | Guaranteed Rate Bowl      | G, 24–17  | Cowboys d'Oklahoma State        |
| 35 | 2023   | 1 janvier 2024   | Puke Fickell            | ReliaQuest Bowl           | P, 35–31  | Tigers de LSU                   |

### Numéros retirés
| N° | Nom                 | Poste    | Saisons   |
| -- | ------------------- | -------- | --------- |
| 33 | Ron Dayne (en)      | RB       | 1996–1999 |
| 35 | Alan Ameche (en)    | FB       | 1951–1954 |
| 40 | Elroy Hirsch        | RB, WR   | 1942      |
| 80 | Dave Schreiner (en) | End      | 1939–1942 |
| 83 | Allan Shafer        | QB       | 1944      |
| 88 | Pat Richter (en)    | E, WR, P | 1960–1962 |

1. ↑  À titre posthume. Shafer n'a joué que six matchs en 1944 avant qu'il ne meurt à l'âge de 17 ans à la suite de blessures encourues lors du match du 11 novembre[10],[11]

### Rivalités

#### Minnesota
La rivalité Minnesota-Wisconsin, parfois appelée  Border Battle (la bataille des frontières), est la rivalité la plus jouée du pays en NCAA Division I FBS. Elle se joue en continu depuis 1907. Un grand prestige a toujours été associé à ce match, et son importance a été soulignée par sa place dans le calendrier. Entre 1933 et 1982, le match était toujours le dernier match de la saison régulière pour chaque université.
Après la défaite 16 à 0 en 1948, le groupe des lettrés de l'université du Wisconsin, le National 'W' Club, a offert à Minnesota une hache brandie par le personnage folklorique Paul Bunyan, géant mythique des camps de bûcherons du Midwest.. Chaque année depuis, le vainqueur du match de rivalité se voit remettre la hache, avec les scores inscrits sur le manche, pour être exposée sur son campus.
Wisconsin mène la série avec 63 victoire pour 62 à Minnesota et 8 nuls.

#### Iowa
Les Hawkeyes de l'université de l'Iowa sont les autres rivaux de Wisconsin. Bien que la rivalité ait commencé en 1894, le Heartland Trophy a été décerné au vainqueur pour la première fois en 2004. Le trophée a été conçu et fabriqué par l'artiste et ancien joueur de football amricain d'Iowa, Frank Strub. Le trophée, qui représente un taureau monté sur une base en noyer (originaire du Wisconsin et de l'Iowa), porte les scores de tous les matchs de la série.
Avec l'expansion de la Big Ten Conference, les deux équipes ont été placées dans des divisions séparées, mettant ainsi fin à leur rivalité annuelle avant d'être à nouveau réunies en 2014 à la suite de l'arrivée de Maryland et Rutgers.
Wisconsin mène la série avec 49 victoires pour 46 à Iowa et 2 nuls.

## Autres sports

### Basket-ball

Match de basket-ball dans le Kohl Center en 2007.

Les basketteurs jouent au Kohl Center, salle inaugurée en 1998 de 17 142 places, qui est également utilisé par les joueurs de hockey.

### Hockey sur glace
Les Badgers remportent un double titre national en 2006 grâce au succès historique des équipes masculines et féminines. Les filles sont sacrées le 26 mars 2006 grâce à une victoire 3-0 sur les championnes en titres (Golden Gophers du Minnesota). C'est le premier titre national de hockey sur glace pour les féminines de Wisconsin. Les garçons gagnent leur sixième titre national le 8 avril 2006 en s'imposant 2-1 face aux Eagles de Boston College.
En 2011, les filles remportent leur quatrième titre national NCAA. En match de finale nationale, le 20 mars 2011, elles battent 4-1 les féminines des Terriers de Boston au Tullio Arena devant 3 956 spectateurs.

### Palmarès
- Boxe anglaise : 1939, 1942, 1943, 1947, 1948, 1952, 1954, 1956
- Basket-ball :
  - Champion : 1941
  - Vice-champion : 2015
  - Final Four : 2000, 2014
- Cross country : 1982, 1983, 1985, 1988, 200
- Cross Country féminin : 1984, 1985
- Hockey sur glace masculin : 1973, 1977, 1981, 1983, 1990, 2006
- Hockey sur glace féminin : 2006, 2007, 2009, 2011
- Athlétisme en salle masculin : 2007
- Volley-ball féminin : 2021